# Tauberrettersheim
Tauberrettersheim è un comune tedesco di 814 abitanti, situato nel land della Baviera.